# Puebla de Beleña
Puebla de Beleña település Spanyolországban, Guadalajara tartományban. Puebla de Beleña Cogolludo, Humanes, Robledillo de Mohernando, Malaguilla, Matarrubia, Puebla de Valles és La Mierla községekkel határos. Lakosainak száma 57 fő (2024).

## Népesség
A település népessége az utóbbi években az alábbiak szerint változott:
| Lakosok száma | 40   | 52   | 49   | 60   | 56   | 45   | 47   | 40   | 35   | 57   |
|               | 2001 | 2004 | 2006 | 2009 | 2011 | 2014 | 2016 | 2019 | 2021 | 2024 |